# (5796) Klemm
(5796) Klemm est un astéroïde de la ceinture principale.

## Description
(5796) Klemm est un astéroïde de la ceinture principale. Il fut découvert le 7 novembre 1978 à l'Observatoire Palomar par Eleanor Francis Helin et Schelte J. Bus. Il présente une orbite caractérisée par un demi-grand axe de 2,45 UA, une excentricité de 0,06 et une inclinaison de 2,0° par rapport à l'écliptique.